# Geresto

Mapa de Eubea con la ubicación de algunas de sus principales ciudades en la Antigüedad. Geresto se ubicaba en la parte del sur de la isla.

Geresto (en griego antiguo Γεραιστός  o Γεραιστὸν) es el nombre de una antigua ciudad griega de Eubea, al sur de Caristo. Corresponde a la actual Kastri.
La ciudad se encontraba en la costa de Eubea, emplazada en el cabo homónimo, promontorio de la extremidad sudoeste de la isla y contaba con un puerto. Es mencionada por Homero en la Odisea como uno de los lugares donde las naves de Néstor se detuvieron en el camino de regreso desde Troya hasta Pilos. Según Estrabón, allí había un templo de Poseidón.